# La Remaudière
La Remaudière är en kommun i departementet Loire-Atlantique i regionen Pays de la Loire i nordvästra Frankrike. Kommunen ligger i kantonen Le Loroux-Bottereau som tillhör arrondissementet Nantes. År 2022 hade La Remaudière 1 288 invånare.

## Befolkningsutveckling
Antalet invånare i kommunen La Remaudière
| Referens: INSEE |